# جيمي دالي جيلمور
جيمي دالي جيلمور (بالإنجليزية: Jimmie Dale Gilmore)‏ هو كاتب أغاني ومغني وموسيقي ومنتج أسطوانات أمريكي، ولد في 6 مايو 1945 في أماريلو في الولايات المتحدة.

## وصلات خارجية
- جيمي دالي جيلمور على موقع IMDb (الإنجليزية)
- جيمي دالي جيلمور على موقع ميوزك برينز (الإنجليزية)
- جيمي دالي جيلمور على موقع أول ميوزيك (الإنجليزية)
- جيمي دالي جيلمور على موقع ديسكوغز (الإنجليزية)
- جيمي دالي جيلمور على موقع قاعدة بيانات الفيلم (الإنجليزية)